# Georges Barrier
Georges Barrier, né le 18 novembre 1933 à Chambéry (Savoie) et mort le 17 août 2008 à Lyon, est un réalisateur français de télévision.

## Biographie
Après avoir fait ses études au collège Neyrat de Lyon, Georges Barrier devient assistant à la mise en scène de Roger Planchon (1949-1959) en tant que régisseur pour une quarantaine de spectacles. Dans ce cadre, il fonde avec lui le Théâtre de la Comédie de Lyon, puis le Théâtre de la Cité de Villeurbanne.
À la suite de cette expérience, il entre à la Radiodiffusion-télévision française (RTF) comme assistant avant de devenir réalisateur (1960). Il réalisera au cours de sa carrière des séries et plus de quatre mille émissions, parmi lesquelles :
- Club Dorothée
- Tête de bois et tendres années
- French cancan
- Domino
- Le Luron du dimanche
- Cadet Rousselle
- Jeux sans frontières
- Europarty
- Salves d'or
- Système 2
- Palmarès 79
- Palmarès 80
- L'Académie des neuf
- Cadence 3
- La Classe
- Sacrée Soirée
- Intercontinents
- Michel Leeb : Certains Leeb chaud
- Top club sans frontières
- Intervilles
- C'est Aujourd'hui Demain

Pionnier du direct, il aime se comparer à propos d' Intervilles, à des gens de cirque. Lui qui imagine les jeux avec son ami Guy Lux, avoue volontiers à propos de son équipe : « Délirer tous ensemble, on essaie de se faire rire… et puis on s'adapte en fonction de la ville (…). Il y a toujours une vache quelque part. » Et d'ajouter : «  Un jeu qui fonctionne très bien sur le papier peut s'avérer beaucoup moins bon en pratique (…). Jusqu'au dernier moment, nous ne savons pas si ça peut marcher. Et c'est là qu'est le charme d'Intervilles. »
Il a également réalisé la première élection de Miss France diffusée sur Fr3 dans le cadre de l'émission de Guy Lux pour le réveillon du nouvel an 1987 sous le titre Demain 87, elle-même déclinaison spéciale d'une émission mensuelle intitulée C'est aujourd'hui demain.
Parallèlement à ses travaux, il est administrateur de la Sacem (1988-1998) et membre du comité d'honneur du comité national pour l'éducation artistique (CNEA).
Réalisateur engagé, il fait partie des signataires de la pétition pour un statut législatif du réalisateur.
À 74 ans, sa passion pour la télévision demeurait intacte. Pour la rentrée de 2008, on lui avait confié la réalisation des émissions Les Grands du rire, mais il s'éteindra avant, des suites d'une crise cardiaque.
Il est inhumé au cimetière de Chozeau (Isère).

## Filmographie

### Émissions télévisées
- 1963 : Le Grain de sel
- 1974 : Les Grands moments du dimanche - Salvador
- 1982 : L'Académie des neuf
- 1986 : Election de Miss France 87 sur France 3, première retransmission dans le cadre de l'émission du réveillon Demain 87
- 1987 : Club Dorothée
- 1990 : L'Empire du milieu
- 1994 : De Serge Gainsbourg à Gainsbarre de 1958 à 1991
- 1995 : Intervilles
- 2006 : C'est bon pour le moral (émission du 2 septembre)
- 2006 : Les Grands du rire (émissions du 23 décembre et 16 juin 2006 et le 23 juin 2007)
- 2008 : Claude Nougaro l'enchanteur (coréalisateur)

### Fictions
- 1967 : La Famille Colin-Maillard
- 1990 : Quatre pour un loyer (série TV)
- 1991 : Premiers Baisers (trois épisodes)
- 1995 : Quatre pour un loyer
- 1995 : La Croisière foll'amour (quelques épisodes)

Captation
- 1982 : Les Travaux d'Hercule (enregistrement de l'opéra pour la société de production CIP Vidéo)

Assistant réalisateur
- 1959 : Les Cinq Dernières Minutes, épisode Sans en avoir l'air  de Claude Loursais

## Théâtre
- 1950 : Bottines et collets montés d'après Eugène Labiche et Georges Courteline, mise en scène Roger Planchon, Théâtre de la Comédie de Lyon
- 1950 : Faust Hamlet d'après Thomas Kyd et Christopher Marlowe, mise en scène Roger Planchon, Théâtre de la Comédie de Lyon
- 1951 : La Nuit des rois de William Shakespeare, mise en scène Roger Planchon, Théâtre de la Comédie de Lyon
- 1951 : Bottines et collets montés d'après Eugène Labiche et Georges Courteline, mise en scène Roger Planchon, Théâtre de la Comédie de Lyon
- 1952 : Les Joyeuses Commères de Windsor de William Shakespeare, mise en scène Roger Planchon, Théâtre de la Comédie de Lyon
- 1952 : La vie est un songe de Pedro Calderón de la Barca, mise en scène Roger Planchon, Théâtre de la Comédie de Lyon
- 1952 : Claire de René Char, mise en scène Roger Planchon, Théâtre de la Comédie de Lyon
- 1953 : Le Sens de la marche d'Arthur Adamov, mise en scène Roger Planchon, Théâtre de la Comédie de Lyon
- 1953 : Liliom de Ferenc Molnár, mise en scène Roger Planchon, Théâtre de la Comédie de Lyon
- 1954 : Le Professeur Taranne d'Arthur Adamov, mise en scène Roger Planchon, Théâtre de la Comédie de Lyon